# 格林菲爾德 (新罕布什爾州)
格林菲爾德（英語：Greenfield）是一個位於美國新罕布什爾州希爾斯波羅縣的鎮。

## 人口
根據2020年美國人口普查的數據，格林菲爾德的面積為69.30平方千米，當中陸地面積為67.90平方千米，而水域面積為1.40平方千米。當地共有人口1716人，而人口密度為每平方千米25人。